# Lennart Eriksson
Lennart Olof Birger Eriksson, känd som Fjodor, född 14 augusti 1956 i Solna församling, var basist och sångare i det svenska punkbandet Ebba Grön.

## Biografi
Eriksson växte upp i arbetarklass förorten Rågsved i Stockholm. Från början spelade han gitarr i bandet Urin, men 1977, när Ebba Grön bildades, gick han över till bas och blev medlem i det som kom att bli ett av de mest framgångsrika svenska punkbanden genom tiderna. Fjodor var känd som den mest aggressiva bandmedlemmen och var även den som skrev några av de argaste och tyngsta låtarna, som till exempel Pervers politiker och Beväpna er. Han var anarkist och hatade regeringen, borgarklassen och den svenska monarkin. Fjodor kallades ibland för Sveriges Sid Vicious.
1982 dömdes Fjodor till fängelse efter att ha vägrat göra värnplikt (redan 1979 hade han skrivit Ebba Grön-låten Totalvägra, som ger en känga mot den svenska värnplikten). Han avvek från den öppna anstalten han satt på och flyttades till ett fängelse med högre säkerhet för att han ville få erfarenhet av ett riktigt fängelse. Vissa hävdar att det var detta som kom att bli slutet för Ebba Grön. Fjodor hade tidigare sagt att han tröttnat på att ständigt turnera med bandet och att han saknade den gamla goda tiden då de hängde i Rågsved med sina vänner och skrev låtar.
Fjodor är även känd för sina starka AIK-sympatier och har medverkat på låten "Å vi e AIK" (som spelas på Friends Arena och Hovet inför varje hemmamatch) tillsammans med bl.a. Niklas Strömstedt, Olle Ljungström,  Patrik Arve och Robert Broberg samt även skrivit och framfört den egna hyllningen "Underbara lag". Fjodor spelade även fotboll i Stockholms förorter med laget RAF, som var en förkortning för Rågsvedsalliansen Fotboll, istället för den mer kända betydelsen Röda armé-fraktionen.
Numera bor Lennart Eriksson i Hellvi på Gotland med sina fyra barn och arbetar halvdagar som kock vid bespisningen vid Hellvi skola. Namnet Fjodor döpte hans flickvän honom till i femtonårsåldern för att hon tyckte att han "såg ut som en sådan" (förmodligen anspelande på Fjodor Dostojevskij). Sedan dess har namnet hängt med.

## Filmografi
- 1982 - Ebba the Movie
- 1996 - Ebba the Movie - The Hardcore Version